# Gabriel Torres
Gabriel Arturo Torres Tejada (* 31. Oktober 1988 in Panama-Stadt) ist ein panamaischer Fußballspieler.

## Karriere

### Klub
Torres begann seine Karriere 2003 beim Chepo FC. Zum Jahr 2006 wechselte er auf Leihbasis in die Mannschaft des San Francisco FC, mit welcher er im selben Jahr die Meisterschaft gewann. 2007 spielte er wieder bei Chepo. Den Jahresbeginn 2008 bestritt er leihweise bei La Equidad in Kolumbien; das erste Halbjahr 2009 wieder per Leihe bei América de Cali. Den Rest des Jahres spielte er ein weiteres Mal bei Chepo. Eine letzte Leihe bestritt er im ersten Halbjahr 2010 bei Atlético Huila. Danach wechselte er fest zurück zum San Francisco FC.
Bereits 2011 schloss er sich in Venezuela dem Zamora FC an. Hier war er bis Anfang August 2013 und gewann in seinem zweiten Jahr die Meisterschaft. In dieser Zeit erzielte er in 52 Ligaeinsätzen 30 Tore und stieg somit zum Rekordtorschützen für den Klub auf. Hiernach ging er in die Vereinigten Staaten von Amerika und schloss sich dort dem MLS-Franchise Colorado Rapids an. Mitte Januar 2016 kehrte er nach Zamora zurück, baute seinen Torrekord noch weiter aus und gewann eine weitere Meisterschaft.
Zur Saison 2016/17 wechselte er erstmals nach Europa, in die Schweiz zum FC Lausanne-Sport. Nach 1½ Jahren verließ er den FC wieder und ging zurück auf den amerikanischen Kontinent, wo er erstmals in Chile für einen Klub auflief. Beim CD Huachipato spielte er knapp ein Jahr. Im Februar 2019 wechselte er innerhalb des Landes zu CF Universidad de Chile. Nach einem halben Jahr ging es auf Leihbasis in Ecuador weiter, wo er für Independiente del Valle auflief. Hier blieb er bis zum Ende des Jahres 2020 und gewann mit der Mannschaft in dieser Zeit die Copa Sudamericana 2019. Ab Anfang 2021 war er an die UNAM Pumas in Mexiko verliehen.

### Nationalmannschaft
Nach der U20 hatte er seinen ersten Einsatz für die A-Mannschaft von Panama am 8. Oktober 2005 bei einer 0:1-Freundschaftsspielniederlage gegen Trinidad und Tobago, bei der er in der Startelf stand und in der 77. Minute für Jorge Dely Valdés ausgewechselt wurde. Danach war er Teil des Kaders beim UNCAF Nations Cup 2007, dem UNCAF Nations Cup 2009 und der Copa Centroamericana 2011. Erstmals bei einem größeren Turnier kam er in zwei Partien des Gold Cups 2011 zum Einsatz. Weiterhin war er Teil des Kaders beim Gold Cup 2013, der Copa Centroamericana 2014, des Gold Cups 2015, der Copa América Centenario 2016, dem Gold Cup 2017, der Weltmeisterschaft 2018 und dem Gold Cup 2019.